# فدافن
فدافِن یا فَدافَن نام روستایی از توابع بخش مرکزی شهرستان کاشمر در استان خراسان رضوی است. فدافن یکی از روستاهای پرجمعیت شهرستان کاشمر است. این روستا در دهستان بالا ولایت قرار دارد و برپایه سرشماری سال ۱۳۹۵ جمعیت آن ۴٬۴۷۳ نفر (۱٬۶۰۰ خانوار) است. نخل گردانی این روستا در کشور شهرت زیادی پیدا کرده است و حتی ثبت ملی شده است.
سنت نخل‌گردانی این روستا در ایران معروف است. این روستا در سال ۱۳۹۶ در بین ۱۳۰۰ روستا به‌عنوان روستای دوستدار کتاب معرفی شده است. همچنین این روستا دارای یک مسجد بسیار کهن است که به مسجد غریب معروف است و سنت آش این مسجد آوازه محلی در منطقهٔ کاشمر دارد. محمد خزاعی تهیه‌کننده سینما و رئیس سازمان سینمایی کشور اهل این روستا است.